# Carmen De Vos

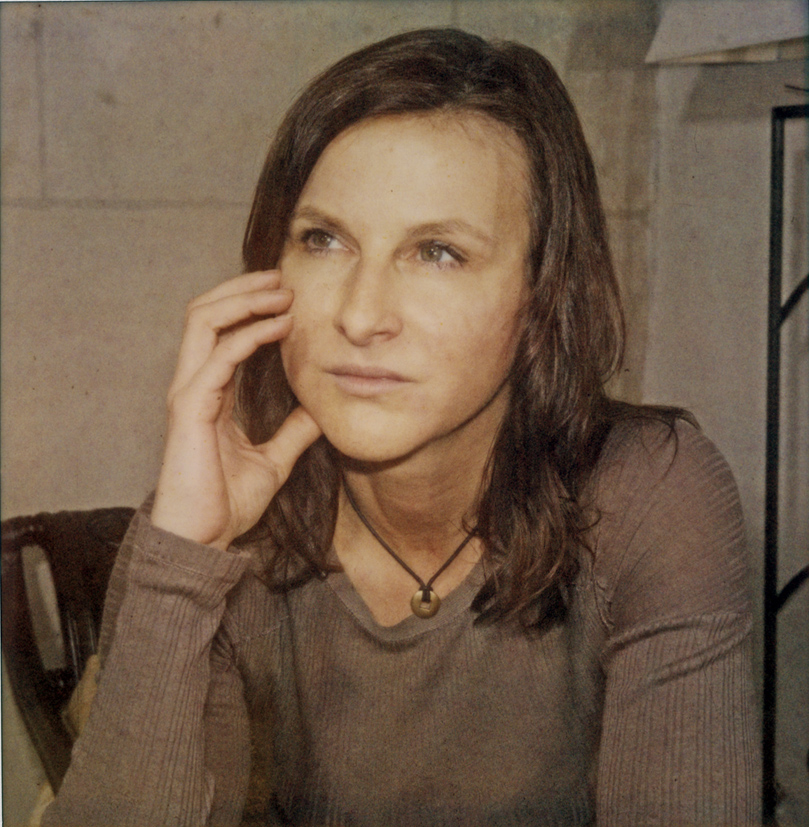
Zelfportret

Carmen De Vos is een Belgische fotografe. Ze is bekend van haar gewaagde en erotische polaroids.

## Biografie
De Vos is autodidact en begon pas in 2008 als professioneel fotografe. In 2007 startte ze een eigen polaroidtijdschrift op: TicKL Magazine - Erotic Cabinet, waarin ze eigen erotische polaroids en teksten publiceerde, maar ook het werk van verscheidene internationale artiesten cureerde. Er verschenen 4 edities van TicKL Magazine. 
Ze werkt als freelancer voor o.a. Knack, Humo, De Morgen, De Standaard, Elle & Charlie Magazine. Alhoewel ze nog steeds met polaroids fotografeert, legt ze zich meer en meer toe op digitaal werk. 
In 2018 verscheen een overzicht van 10 jaar sensuele polaroidfotografie: The Eyes of the Fox.
Verder werkt ze aan haar eigen projecten, waaronder haar "Rare Histories" en zwangerschapsportretten "Birth & Bees".
De Vos is getrouwd, heeft een dochter en is woonachtig te Gent.

## Publicaties
- The Eyes of the Fox (2018) - Uitgeverij Ander-zijds

- TicKL Magazine - Erotic Cabinet (2007 - 2009)
  - TicKL # 1: We blow minds! (2007) met bijdragen van La Fille d'O & Cum*
  - TicKL # 2: The rumble in your jungle! (2008) met bijdragen van Stefanie Schneider, Lieve Blancquaert, David Levinthal & Mortierbrigade
  - TicKL # 3: Intelligent as fök! (2008) met bijdragen van Maurice Engelen & Noritoshi Hirakawa
  - TicKL # 4: The dickstravaganza issue! (2009) met bijdragen van Liliane Vertessen, Frédéric Fontenoy en Michaël Borremans

## Prijzen

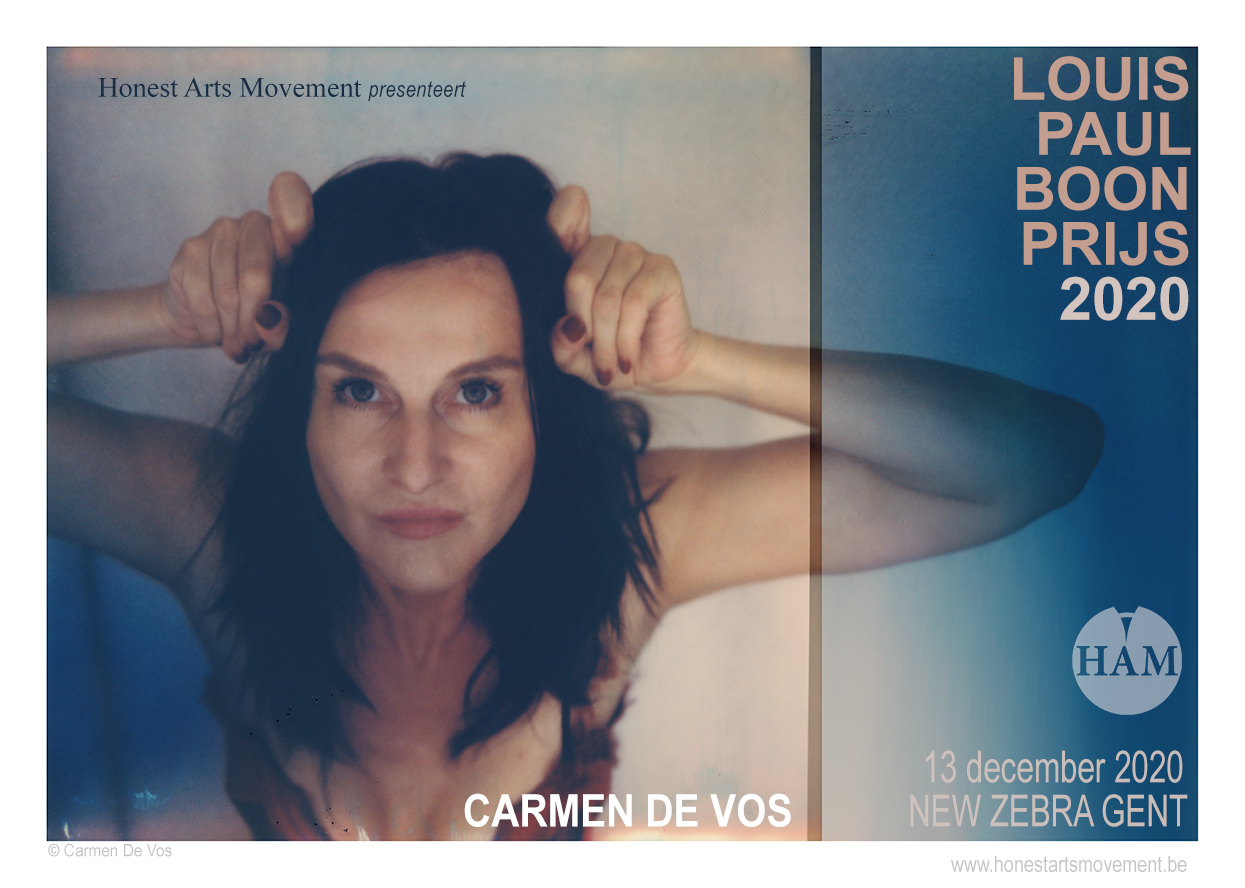
Carmen De Vos wint de Louis Paul Boon-prijs 2020

- 2020 - Winnaar Louis Paul Boonprijs[4]
- 2018 - Finalist Portrait Awards Hellerau
- 2017 - Finalist One Eyeland Award